# Romal Palmer
Romal Jordan Palmer (Ashton-in-Makerfield, 30 settembre 1999) è un calciatore inglese, centrocampista del St Patrick's.

## Carriera
Cresciuto nel settore giovanile del Manchester City, nel 2018 viene acquistato dal Barnsley che lo gira in prestito per una stagione al Darlington; debutta fra i professionisti il 20 giugno 2020 in occasione dell'incontro di Championship vinto 1-0 contro il QPR.
Nel 2024 si trasferisce in prestito nella prima divisione irlandese al St Patrick's, che successivamente lo acquistano a titolo definitivo.

## Statistiche
Statistiche aggiornate al 16 ottobre 2021.

### Presenze e reti nei club
| Stagione        | Squadra         | Campionato      | Campionato | Campionato | Coppe nazionali | Coppe nazionali | Coppe nazionali | Coppe continentali | Coppe continentali | Coppe continentali | Altre coppe | Altre coppe | Altre coppe | Totale | Totale | Totale |
| Stagione        | Squadra         | Comp            | Pres       | Reti       | Comp            | Pres            | Reti            | Comp               | Pres               | Reti               | Comp        | Pres        | Reti        | Pres   | Reti   |        |
| --------------- | --------------- | --------------- | ---------- | ---------- | --------------- | --------------- | --------------- | ------------------ | ------------------ | ------------------ | ----------- | ----------- | ----------- | ------ | ------ | ------ |
| 2018-2019       | Darlington      | FCN             | 18         | 0          | FACup           | 0               | 0               |                    | -                  | -                  | FA Trophy   | 0           | 0           | 18     | 0      |        |
| 2019-2020       | Barnsley        | FLC             | 3          | 0          | FACup+CdL       | 0               | 0               |                    | -                  | -                  |             | -           | -           | 3      | 0      |        |
| 2020-2021       | Barnsley        | FLC             | 36         | 1          | FACup+CdL       | 3+0             | 0               |                    | -                  | -                  |             | -           | -           | 39     | 1      |        |
| 2021-2022       | Barnsley        | FLC             | 11         | 0          | FACup+CdL       | 0               | 0               |                    | -                  | -                  |             | -           | -           | 11     | 0      |        |
| Totale carriera | Totale carriera | Totale carriera | 68         | 1          |                 | 3               | 0               |                    | -                  | -                  |             | 0           | 0           | 71     | 1      |        |